# Горышковка
Горы́шковка (укр. Горишківка) — село на Украине, находится в Томашпольском районе Винницкой области.
Код КОАТУУ — 0523981801. Население по переписи 2001 года составляет 533 человека. Почтовый индекс — 24221. Телефонный код — 4348.
Занимает площадь 3,802 км².

## Религия
В селе действует храм Рождества Пресвятой Богородицы Томашпольского благочиния Могилёв-Подольской епархии Украинской православной церкви.

## Адрес местного совета
24221, Винницкая область, Томашпольский р-н, с. Горышковка, ул. Ленина, 75